# Tragédie lyrique
Die Tragédie lyrique oder Tragédie en musique ist eine Gattung der französischen Oper des späten 17. und 18. Jahrhunderts.
Als Erfinder der Tragédie lyrique kann man Jean-Baptiste Lully betrachten, der diese Form in den 1670er Jahren zusammen mit seinem Librettisten Philippe Quinault in eine Form entwickelte, die sich im Wesentlichen weit ins 18. Jahrhundert hinein hielt. Sie speiste sich aus Elementen des ballet de cour, der Pastorale und des Maschinentheaters. Die Aufführung einer Tragédie lyrique war ein Spektakel, an dem viele Kunstformen beteiligt waren: neben der Musik und der Dichtung waren dies das Ballett, die Kostüme und die Bühnenbilder. Diese prunkvolle höfische Operngattung wird abgegrenzt zum eher bürgerlichen Drame lyrique  im Vorfeld der französischen Revolution.
Das Werk beginnt mit einer französischen Ouvertüre, einer Form, die von Lully etabliert wurde. Sie besteht aus einem schnellen Mittelteil, der eingerahmt wird von gravitätischen Teilen mit punktierten Rhythmen. Es folgt ein Prolog mit einem Lob auf den regierenden König und oftmals mit Anspielungen auf die Tagespolitik. Daran schließen fünf Akte an.
Gegen Ende des 18. Jahrhunderts wich unter Einfluss der Reformopern Christoph Willibald Glucks und Antonio Salieris die Tragédie lyrique der größer werdenden Bedeutung der Opéra comique und fand einen Nachfolger des „Seria“-Genres in der Grand opéra. Jules Massenet verwendete die Gattungsbezeichnung um die Wende zum 20. Jahrhundert für seine durchkomponierten Opern wieder.

## Werke der Gattung (Auswahl)

### Jean-Baptiste Lully
- Cadmus et Hermione (1673)
- Alceste (1674)
- Thésée (1675)
- Atys (1676)
- Isis (1677)
- Psyché (1678)
- Bellérophon (1679)
- Proserpine (1680)
- Persée (1682)
- Phaéton (1683)
- Amadis (1684)
- Roland (1685)
- Armide (1686)
- Achille et Polixene (1687, fertiggestellt von Pascal Collasse)

### Jean-Philippe Rameau
- Hippolyte et Aricie (1733)
- Castor et Pollux (1737)
- Dardanus (1739)
- Zoroastre (1749)
- Les Boréades (1763)

### Weitere
- Alceste (Gluck)
- Alcyone (Marais)
- Andromaque (Grétry)
- Céphale et Procris (Jacquet de La Guerre)
- Les Danaïdes (Salieri)
- Déjanire (Saint-Saëns)
- Énée et Lavinie (Collasse)
- Ernelinde, princesse de Norvège (Philidor)
- Héliogabale (de Séverac)
- Héro et Léandre (Brassac)
- Hercule mourant (Dauvergne)
- Iphigénie en Tauride (Gluck)
- La voix humaine (Poulenc)
- Médée (Charpentier)
- David et Jonathas (Charpentier)
- Ulysse (Rebel)
- Oedipe (Enescu)
- Orphée (Louis Lully)
- Phèdre (Jean-Baptiste Lemoyne)
- Pyrame et Thisbé (Francœur und Rebel)
- Scylla et Glaucus (Leclair)
- Tancrède (Campra)
- Amadis de Gaule (Johann Christian Bach)